# 培真路
培真路位于中国广州市荔湾区芳村的白鹤洞山顶，呈东西走向的一条小路，于二十世纪九十年代设立。

## 路名
路名源于路上的两所名校，广州市真光中学以及广州市培英中学。

## 其它
广州市基督教青年会以及广州市基督教女青年会芳村会所也都座落于此。